# Ermita de San Roque (Sotoscueva)

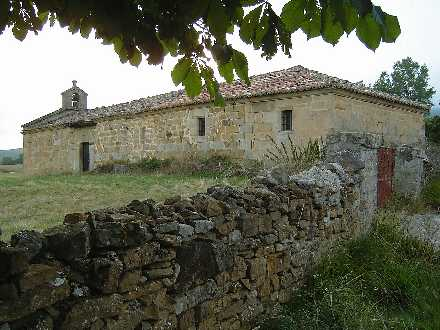
Vista de la ermita

La ermita de San Roque es un edificio de culto católico ubicado en el municipio español de Merindad de Sotoscueva, en la provincia de Burgos.

## Descripción
Se ubica en la localidad burgalesa de Merindad de Sotoscueva, en Castilla y León. En la parte baja del pueblo de Villabáscones, en el centro de la pradera en la zona que se conoce como "el valle" camino de Cueva se encuentra la ermita, donde se celebra la festividad de San Roque su patrón y la de San Isidro Labrador, segunda fiesta patronal del Ayuntamiento de la Merindad de Sotoscueva